# Wilhelm Riedel (Schriftsteller)
Wilhelm Riedel (* 18. Dezember 1933 in Arheilgen; † 10. Februar 2018) war ein deutscher Schriftsteller und Lyriker.

## Werdegang
Er wuchs in Darmstadt auf und fand nach dem Abschluss einer kaufmännischen Lehre Zugang zu Literatur und Musik. Am Abendgymnasium absolvierte er das Abitur und studierte anschließend Literaturwissenschaft und Philosophie. Von 1966 bis zu seiner Pensionierung 1999 wirkte er als Lehrer für Deutsch, Latein und Sozialkunde am Ludwig-Georgs-Gymnasium in Darmstadt.
Des Weiteren war er Abgeordneter in mehreren kommunalen Parlamenten.
Sein literarischer Schwerpunkt waren seit 1977 politische, zumeist kritische Gedichte, später auch philosophische und religiöse Themen. Darüber hinaus verfasste Riedel Erzählungen und Romane.
Wilhelm Riedel war Mitglied in der Interessengemeinschaft deutschsprachiger Autoren (IGdA), im Verband deutscher Schriftsteller (VS), in der Gesellschaft für zeitgenössische Lyrik, im Freundeskreis des Düsseldorfer Buch ’75 e.V. und bei den Veranstaltern des Kulturkreises Himmelgeist.

## Werke (Auswahl)
- „Kristalle“, Gedichte, 1985
- „Land und Arbeit“, Gedichte, 1985
- „Wegweiser“; Erzählungen, 1986
- „Liebesbilder“, Gedichte, 1986
- „Sinnliche Seele“, Erzählungen, 1988
- „Brüche“, Erzählung und Gedichte, 1995
- „Und die Dinge verbinden sich“, Gedichte, 1999
- „Weite Wege“, Roman, 2003
- „Von Sternen und Düften“, Gedichte, 2006
- „Das Spiegelbild im andern“, Gedichte, 2010
- „Das große Omega“, Gedichte, 2012
- „Gregor oder Abschied vom Papst“, Erzählung, 2012
- „Das griechische Mädchen“, Roman, 2013